# خراتزرنگرات
خراتزرنگرات (به لاتین: Chratzerengrat) یک کوه در سوئیس است که در اشووتس واقع شده‌است. خراتزرنگرات ۲٬۳۴۹ متر بالاتر از سطح دریا واقع شده‌است.